# مقاطعة درواز بالا

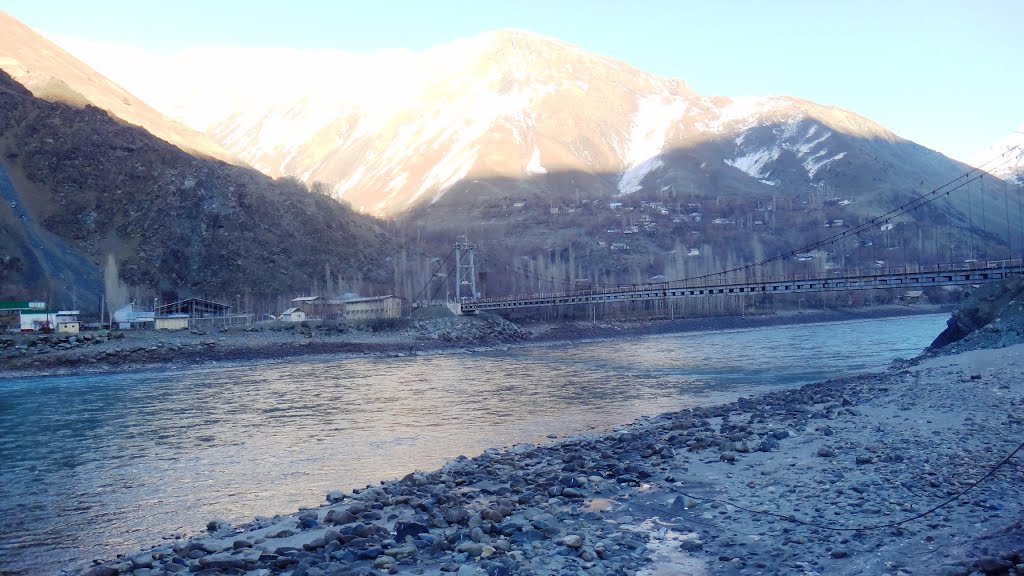
جسر الصداقة الطاجيكية الأفغانية في درواز بالا

مقاطعة درواز بالا، المعروفة أيضًا باسم نسي، مقاطعة من ولاية بدخشان في شرق أفغانستان. تم إنشاؤه في عام 2005 من جزء من مقاطعة درواز. وهي موطن لما يقرب من 11000 نسمة.
تقع هذه المنطقة على حدود مقاطعات شكاي وكوف آب وميمي، إلى جانب مناطق في دارفوز بمقاطعة بدخشان الجبلية ذاتية الحكم في طاجيكستان.
وكانت مقاطعة تاريخيا جزءا من إمارة دارواز، وهي دويلة شبه مستقلة يحكمها مير [الإنجليزية].